# منیره رحمان
منیره رحمان یک فعال حقوق بشر بنگلادشی است که در سال ۱۹۶۵ در جاشور، پاکستان شرقی (بنگلادش کنونی) متولد شد. تلاش‌های او باعث شد میزان حملات اسید و بنزین به زنان در بنگلادش تا ۴۰ برابر کاهش یابد. او نه‌تنها قوانین مربوط به این خشونت‌ها را تغییر داد، بلکه حتی در مناطق دورافتاده، از ارائه کمک‌های فوری و مناسب اطمینان حاصل کرد. رحمان همچنین خدمات روانشناختی و پیگیری‌های لازم را برای قربانیان این حملات ایجاد کرد.
در سال ۲۰۰۶، به دلیل فعالیت‌های شجاعانه‌اش، جایزه مدافع حقوق بشر عفو بین‌الملل را دریافت کرد. او با دکتر جان موریسون، بنیان‌گذار بنیاد بازماندگان اسیدپاشی (ASF)، همکاری داشت و از سال ۲۰۰۲ تا ۲۰۱۳ به عنوان مدیر اجرایی این بنیاد فعالیت کرد. در سال ۲۰۱۱، جایزه جهانی کودکان به پاس مبارزه شجاعانه‌اش برای پایان دادن به خشونت‌های اسیدی و بنزینی در بنگلادش، از او تقدیر کرد. او همچنین در سال ۲۰۱۲ به عنوان عضو حرفه‌ای مشترک‌المنافع و در سال ۲۰۱۳ به عنوان عضو آشوکا شناخته شد.

## اوایل زندگی
منیره رحمان کوچک‌ترین فرزند از میان شش خواهر و برادر خود بود. در جریان جنگ آزادی‌بخش بنگلادش (۱۹۷۱)، خانواده‌اش مجبور به فرار شدند. در این دوران، پدرش از دنیا رفت و مادرش به‌تنهایی مسئولیت بزرگ کردن شش فرزند را بر عهده گرفت. این تجربه تلخ تأثیر عمیقی بر رحمان گذاشت و باعث شد که او فردی مستقل و مقاوم شود.
از دوران کودکی، او در فعالیت‌های فرهنگی و مباحثات شرکت داشت که به رشد مهارت‌های رهبری و روحیه پرسشگری او کمک کرد. در دوران دانشجویی، به عنوان معاون رئیس سالن سامسونهار در دانشگاه داکا، بنگلادش انتخاب شد. پس از فارغ‌التحصیلی، خانواده‌اش او را به یافتن یک شغل دولتی ترغیب کردند، اما او مسیر دیگری را انتخاب کرد و به عنوان مددکار اجتماعی در آژانس کمک رسانی و بشردوستانه ایرلند مشغول به کار شد.

## تحصیلات
دیپلم SSC خود را در سال ۱۹۸۱ از مدرسه دخترانه کومارونسا دریافت کرد.
در سال ۱۹۸۳، دوره HSC را در کالج دخترانه ایدن به پایان رساند.
پس از آن، به دانشگاه داکا رفت و در سال‌های ۱۹۸۷ و ۱۹۸۸ مدرک کارشناسی هنر (Hons) و کارشناسی ارشد هنر را در فلسفه به پایان رساند.

## پیشه
منیره رحمان فعالیت حرفه‌ای خود را در سال ۱۹۹۲ به عنوان مددکار اجتماعی در سازمان Concern Worldwide آغاز کرد و تا سال ۱۹۹۹ در آنجا فعالیت داشت. تلاش‌های او باعث شد دولت قوانین مربوط به ولگردی و سیستم قضایی کودکان را بازنگری کند و همچنین وزارتخانه‌ای را موظف به ایجاد یک تیم هوشیاری در خانه‌های مخصوص ولگردان کند.
در همین دوران، او از میزان بالای حملات اسید پاشی به زنان در سراسر کشور شوکه شد. برای مقابله با این معضل، به سازمان حقوق زنان ناری پوکخو پیوست و سپس در سال ۱۹۹۸ به بنیاد بازماندگان اسید پاشی ملحق شد. از سال ۲۰۰۲، به عنوان مدیر اجرایی این بنیاد فعالیت کرد.

## افتخارات و جوایز
- مدافع حقوق بشر (مارس ۲۰۰۶) - عفو بین‌الملل
- جوایز بین‌المللی سلامت و کرامت برای زنان (اکتبر ۲۰۰۹) - آمریکایی‌ها برای صندوق جمعیت ملل متحد
- جایزه افتخاری جایزه جهانی کودکان (آوریل ۲۰۱۱) – بنیاد جایزه جهانی کودکان، سوئد
- همکار حرفه ای مشترک المنافع (اکتبر ۲۰۱۲) - کمیسیون بورسیه مشترک المنافع (CSC)
- کمک هزینه تحصیلی آشوکا (فوریه ۲۰۱۵) - آشوکا، مبتکران برای عموم